# (26188) Zengqingcun
(26188) Zengqingcun est un astéroïde de la ceinture principale découvert en 1996.

## Description
(26188) Zengqingcun a été découvert le 22 décembre 1996 à la station de Xinglong, dans la province chinoise d'Hebei (Chine), par le Beijing Schmidt CCD Asteroid Program.

### Caractéristiques orbitales
L'orbite de cet astéroïde est caractérisée par un demi-grand axe de 2,32 UA, un périhélie de 2,10 UA, une excentricité de 0,09 et une inclinaison de 4,66° par rapport à l'écliptique. Du fait de ces caractéristiques, à savoir un demi-grand axe compris entre 2 et 3,2 UA et un périhélie supérieur à 1,666 UA, il est classé, selon la JPL Small-Body Database, comme objet de la ceinture principale.

### Caractéristiques physiques
(26188) Zengqingcun a une magnitude absolue (H) de 14,3 et un albédo estimé à 0,255.